# Glenne
Die Glenne, im Ober- und Mittellauf Haustenbach genannt, ist ein 45,5 km langer, rechter Nebenfluss der Lippe in Nordrhein-Westfalen, Deutschland, der in der Senne entspringt und über weite Strecken parallel zur Lippe im Süden und zur Ems im Norden führt. Sie ist eines der wenigen in der Senne entstehenden Gewässer, die die Region Ostwestfalen-Lippe in ihrem Verlauf verlassen. Ihr Einzugsgebiet umfasst 323,79 km².

## Geographie

### Verlauf

#### Oberlauf auf dem Truppenübungsplatz Senne
Die Glenne entspringt als Haustenbach in der Senne nordwestlich von Schlangen. Ihre Quelle befindet sich auf dem Gelände des Truppenübungsplatzes Senne bei der westlich von Oesterholz gelegenen ehemaligen Randsiedlung Haustenbeck in rund 175 m ü. NHN. Der Abflachung der dem Teutoburger Wald vorgelagerten Sennelandschaft folgend fließt das Gewässer in südwestliche Richtung ab und passiert nach rund einem Kilometer Fließstrecke die Baudenkmäler Haustenbecker Turm und Ruine Haustenbeck. Rund drei Kilometer unterhalb der Quelle verlässt der Bachlauf Schlänger Gemarkung, bildet zunächst die Grenze von Hövelhof gegen Bad Lippspringe und tritt dann vollständig in das Hövelhofer Gemeindegebiet ein. Dort wird zunächst der mittlerweile abgelassene Stausee Haustensee durchquert, anschließend der von rechts kommende Knochenbach aufgenommen und schließlich das Sperrgebiet des Truppenübungsplatzes verlassen.

#### Mittellauf von Staumühle bis Einmündung des Landgrabens
Weiterhin in südwestliche Richtung verlaufend passiert der Haustenbach zunächst den Hövelhofer Ortsteil Staumühle, unterquert dann die Bundesautobahn 33 und führt bei Klausheide nördlich am Naturschutzgebiet Apels Teich sowie am Jugendheim Salvator-Kolleg entlang. Nach rund zwölf Kilometern Fließstrecke tritt das Gewässer in das Stadtgebiet von Delbrück ein und passiert bei Ostenland das Naturschutzgebiet Erdgarten-Lauerwiesen sowie die Senne-Mühle. Südlich von Ostenland wird zunächst rechtsseitig der Krollbach aufgenommen, anschließend teilt sich das Gewässer auf rund dreieinhalb Kilometern Strecke in einen Altarm und ein knapp nördlich davon verlaufendes neueres Bett, das auf Höhe der Südmühle bei Delbrück wieder dem eigentlichen Lauf zugeführt wird.
Im weiteren Verlauf führt der Haustenbach zunächst südlich am Delbrücker Ortsgebiet vorbei und fließt daraufhin in südwestlicher Richtung parallel zum knapp südlich verlaufenden Boker-Heide-Kanal durch das Delbrücker Land. Hierbei wird zunächst das Siedlungsgebiet von Sudhagen tangiert, anschließend durchzieht der Haustenbach die ländliche Region südlich von Westenholz und dem  bereits zu Rietberg gehörenden Ortsteil Mastholte. Südwestlich von Mastholte, knapp auf dem Gebiet des zu Langenberg gehörenden Ortsteils Benteler, fließt dem Haustenbach zunächst rechtsseitig der Schwarze Graben und kurz darauf der von links kommende Landgraben zu. Erst ab diesem Punkt, rund siebeneinhalb Kilometer vor der Mündung, wird das Gewässer „Glenne“ genannt.

#### Unterlauf als Glenne
Kurz nach der linksseitigen Aufnahme des Mastholter Grenzgrabens verlässt die Glenne den Kreis Gütersloh und damit auch die Region Ostwestfalen-Lippe mit dem Eintritt in das Stadtgebiet von Lippstadt, dessen Stadtteil Bad Waldliesborn sie im Nordwesten passiert. Hier werden zunächst jeweils rechtsseitig die Kaltestrot, und anschließend die Liese sowie der Boombach aufgenommen. Im Naturschutzgebiet Lippeaue, südlich des Stiftes Cappel, mündet der Boker-Heide-Kanal in die Glenne, die in diesem Bereich die Grenze von Lippstadt gegen Wadersloh bildet. Nur rund zweihundert Meter südlich dieses Zuflusses mündet die Glenne dann in die Lippe.

### Nebenflüsse
Die folgende Übersicht listet die benannten Nebenflüsse der Glenne flussabwärts betrachtet auf:
| GKZ      | Name                   | Länge in km | Einzugsgebiet in km² | Mündungshöhe in m ü. NHN | Lage der Mündung |
| -------- | ---------------------- | ----------- | -------------------- | ------------------------ | ---------------- |
| 278412   | Knochenbach            | 4,681       | 13,964               | ca. 126                  | rechtsseitig     |
| 278414   | Krollbach              | 15,300      | 37,717               | ca. 95                   | rechtsseitig     |
| 2784192  | Alter Haustenbach      | 3,463       |                      | ca. 95                   | linksseitig      |
| 27841992 | Alter Haustenbach      | 4,331       |                      | ca. 76                   | rechtsseitig     |
| 27842    | Schwarzer Graben       | 9,299       | 36,162               | ca. 75                   | rechtsseitig     |
| 27844    | Landgraben             | 6,846       | 6,552                | ca. 75                   | rechtsseitig     |
| 278452   | Mastholter Grenzgraben | 3,922       | 1,895                | ca. 74                   | linksseitig      |
| 278454   | Kaltestrot             | 13,222      | 22,666               | ca. 74                   | rechtsseitig     |
| 2784592  | Salzgraben             | 3,979       |                      | ca. 74                   | linksseitig      |
| 27846    | Liese                  | 18,873      | 90,494               | ca. 72                   | rechtsseitig     |
| 278472   | Kaltestrot             | 5,756       |                      | ca. 72                   | linksseitig      |
| 278476   | Boombach               | 3,013       |                      | ca. 72                   | rechtsseitig     |
| 27848    | Boker-Heide-Kanal      | 27,874      | 49,746               | ca. 72                   | linksseitig      |

### Städte und Gemeinden an der Glenne
- Schlangen
- Hövelhof
- Delbrück
- Rietberg
- Langenberg
- Lippstadt
- Wadersloh

## Geschichte und Etymologie
Bis zu den Meliorationen der Boker Heide durch Einrichtung des Boker-Heide-Kanals durch den Wasserbauingenieur und preußischen Baubeamten Hermann Wurffbain um 1850 bestand über die Glenne und Seitenbäche der Glenne eine Hochwasserverbindung zwischen Lippe und Ems.

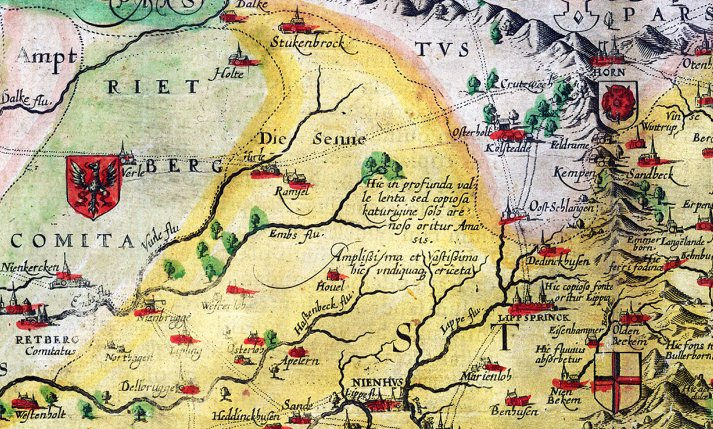
Karte von Johannes Gigas (1620)

Der Name „Haustenbach“ findet sich bereits als Hassenbeck flu. auf einer um 1620 entstandenen Karte des Kartographen Johannes Gigas.

Der Name „Glenne“ ist wahrscheinlich keltischen Ursprungs. Auf Gälisch (Irisch) bedeutet glen „Tal“. Anderer Ansicht ist der westfälische Namenforscher Hermann Jellinghaus: 

„Kein Teil des alten Deutschlands zwischen Rhein und Elbe, also grade des Gebietes, in welchem keltische und slawische Ortsnamen bislang nicht nachgewiesen wurden, hat so zahlreiche Dorfnamen, die sich sicherer Deutung widersetzen, wie die Gegend der Ems und ihrer Zuflüsse.“

 Gerade die Häufigkeit des Wortes „Glane“ hält er für den Beweis germanischen Ursprungs; ein Adjektiv „glan“ bedeutet glänzend, blinkend, das zugehörige Verbum heißt glennen‑glänzen oder gliman‑glan‑glunum. So steht die Ableitung nicht einwandfrei fest.